# Kanem (département)
Pour les articles homonymes, voir Kanem.
Le Kanem est un des 3 départements composant la province du Kanem au Tchad (Décrets N° 415/PR/MAT/02 et 419/PR/MAT/02). Son chef-lieu est Mao.

## Subdivisions
Le département du Kanem est divisé en 4 sous-préfectures :
- Mao
- Kekedina
- Melea
- Wadjigui

## Administration
Liste des administrateurs :
Préfets du Kanem (depuis 2002)
- 9 octobre 2008 : Haïf Adoum Tchoroma[1]